# Molophilus (Molophilus) secundus
Molophilus (Molophilus) secundus is een tweevleugelige uit de familie steltmuggen (Limoniidae). De soort komt voor in het Australaziatisch gebied.